# Ohne dich geht es nicht
Ohne dich geht es nicht (jap. 今、恋をしています。 Ima, Koi wo shite imasu) ist eine Manga-Serie von Ayuko Hatta, die zwischen 2019 und 2023 in Japan veröffentlicht wurde. Das romantische Drama wurde ins Deutsche und Englische übersetzt.

## Inhalt
Nachdem sich Satomi Mizusawa in der Mittelschule nie getraut hat, einem ihrer Schwärme die Liebe zu gestehen, will sie nun an der Oberschule mutiger sein. Die erste Chance ergibt sich bald, als der gutaussehende Kazuma sie auf dem Schulweg vor einem Grabscher in der Bahn rettet. Zunächst ist sie überfordert und verliert ihn wieder aus den Augen, macht sich dann aber an ihrer Schule auf die Suche nach ihm. Nachdem Satomi ihren Retter wiedergefunden hat, ist sie von seiner Körpergröße und seiner ernsten Art zunächst eingeschüchtert. Aber sie will nicht nachlassen, sucht immer wieder seine Nähe und will den hilfsbereiten Jungen näher kennenlernen. Schließlich traut Satomi sich, ihm ihre Liebe zu gestehen, und durch ihre Hartnäckigkeit willigt Kazuma schließlich ein. So beginnt sie eine Beziehung mit dem Mitschüler, den sie noch kaum kennt, und muss schnell feststellen, dass es auch nach der anfänglichen Überwindung viele weitere Hindernisse in der Entwicklung ihrer Liebe gibt – auch wenn sie sich versprechen, immer ehrlich zueinander zu sein. Neben dem üblichen Schulstress stört auch Kazumas bester, frecher Freund die beiden immer wieder, was ihm großes Vergnügen zu bereiten scheint. Als sie bei einem Ausflug zum Strand auf Kazumas Ex-Freundin treffen, werden sie auf die Probe gestellt. Seine hübsche und witzige Ex macht ihm wieder schöne Augen und Satomi ist verunsichert, warum Kazuma sich überhaupt für sie entschieden hat und ob er ehrlich zu ihr ist.

## Veröffentlichung
Der Manga erschien zwischen Dezember 2019 und Januar 2023 im Magazin Bessatsu Margaret beim Verlag Shūeisha. Dieser brachte die Kapitel seit April 2020 auch in insgesamt neun Sammelbänden heraus.
Eine deutsche Fassung wurde von Oktober 2022 bis Februar 2024 komplett von Crunchyroll gedruckt und als E-Book herausgegeben. Zu Anfang Oktober erschien das erste Kapitel zunächst vorab als Leseprobe. Die Übersetzung stammt von John Schmitt-Weigand. Beim Verlag Viz Media erscheint die Serie auf Englisch.

## Rezeption
Bei Anime News Network lobt Rebecca Silverman die beiden Protagonisten und ihre süße Beziehung. Die Geschichte an sich und die Zeichnungen seien aber wenig originell und Variationen von Altbekanntem. Auf Sequential Tart wiederum findet Sheena McNeil auch den Zeichenstil gut, da einfach aber effektiv, und lobt Geschichte wie auch Charaktere als realistisch.